# Lee Jang-woo
Lee Jang-woo est un chanteur et acteur de télévision sud-coréen né le 1er juin 1986.

## Filmographie sélective

### Télévision
- 2009 : Smile Again : Kim Do-jin
- 2011 : Glory Jane : Seo In-woo
- 2012 : I Do, I Do : Park Tae-kang
- 2012 : Here Comes Mr. Oh : Oh Ja-ryong
- 2013 : Pretty Man : David Choi

## Distinctions

### Récompenses
- 2011 : meilleur nouvel acteur aux KBS Drama Awards pour Smile Again
- 2012 : meilleur nouvel acteur aux MBC Drama Awards pour I Do, I Do et Here Comes Mr. Oh